# Wilfried Gerhardt
Wilfried Gerhardt (* 1. Juni 1930 in Dülken; † 17. Dezember 2010 in Frankfurt am Main) war ein deutscher Sportjournalist und Fußballfunktionär.

## Beruflicher Werdegang
Gerhardt, der in Düsseldorf aufwuchs, absolvierte zunächst ein Volontariat beim Sport-Informations-Dienst, ehe er als Redakteur fest angestellt wurde. Parallel studierte er Anglistik und promovierte als Dr. phil. 1958 stellte ihn der DFB als ersten Pressereferent in der Geschichte des Verbandes ein, ab 1966 war er als Pressechef für die deutsche Nationalmannschaft bei insgesamt fünf Weltmeisterschaften dabei. Gerhardt wurde zu einem engen Freund von Helmut Schön. Ab 1984 war er als Generalsekretär und hauptamtlicher Leiter der DFB-Zentrale tätig, ehe er 1992 aus gesundheitlichen Gründen sein Amt aufgeben musste – im selben Jahr wurde er zum Ehrenmitglied des DFB ernannt.
Gerhardt wurde für seine Arbeit als Pressechef der in Deutschland ausgetragenen WM 1974 sowie seiner zahlreichen internationalen Kontakte gewürdigt. Er wirkte zudem an der Entwicklung der ersten TV-Verträge mit.